# The Most Beautiful Moment in Life, Pt. 2
| Đánh giá chuyên môn | Đánh giá chuyên môn |
| Nguồn đánh giá      | Nguồn đánh giá      |
| Nguồn               | Đánh giá            |
| ------------------- | ------------------- |
| Allmusic            | [ 2 ]               |

The Most Beautiful Moment in Life, Pt. 2 (tiếng Hàn: 화양연화 pt.2; Hanja: 花樣年華 pt.2; Romaja: Hwayangyeonhwa pt.2) là mini album thứ tư của nhóm nhạc nam Hàn Quốc BTS. Album được phát hành vào ngày 30 tháng 11 năm 2015 bởi Big Hit Entertainment. Nó có sẵn trong 2 phiên bản và bao gồm 9 bài hát, với "Run" là bài hát chủ đề.

## Danh sách bài hát
Các khoản ghi chú được trích từ Naver.
| STT              | Nhan đề                             | Sáng tác                                                  | Sản xuất                        | Thời lượng |
| ---------------- | ----------------------------------- | --------------------------------------------------------- | ------------------------------- | ---------- |
| 1.               | "Intro: Never Mind"                 | Slow Rabbit Suga RM J-Hope                                | Slow Rabbit                     | 2:18       |
| 2.               | "Run"                               | Pdogg "Hitman" Bang RM Suga V Jungkook J-Hope             | Pdogg                           | 3:57       |
| 3.               | "Butterfly"                         | "Hitman" Bang Slow Rabbit Pdogg Brother Su RM Suga J-Hope | Pdogg                           | 4:00       |
| 4.               | "Whalien 52"                        | Pdogg Brother Su "Hitman" Bang RM Suga J-Hope Slow Rabbit | Pdogg                           | 4:04       |
| 5.               | "Ma City"                           | Pdogg "Hitman" Bang RM Suga J-Hope                        | Pdogg                           | 4:18       |
| 6.               | "뱁새" (Baepsae / Silver Spoon)     | Pdogg Supreme Boi RM Slow Rabbit                          | Pdogg                           | 3:54       |
| 7.               | "Skit: One Night in a Strange City" |                                                           | Pdogg "Hitman" Bang Slow Rabbit | 4:25       |
| 8.               | "고엽" (Goyeop / Autumn Leaves)     | Suga Slow Rabbit Jungkook "Hitman" Bang RM J-Hope Pdogg   | Suga Slow Rabbit                | 4:28       |
| 9.               | "Outro: House of Cards"             | Slow Rabbit Brother Su "Hitman" Bang                      | Slow Rabbit                     | 2:57       |
| Tổng thời lượng: | Tổng thời lượng:                    | Tổng thời lượng:                                          | Tổng thời lượng:                | 34:21      |